# Койтас (Самарский район)
Койтас (каз. Қойтас) — село в Самарском районе Восточно-Казахстанской области Казахстана. Входит в состав Беленского сельского округа. Код КАТО — 635073400.

## Население
В 1999 году население села составляло 268 человек (139 мужчин и 129 женщин). По данным переписи 2009 года, в селе проживало 190 человек (97 мужчин и 93 женщины).